# Ribeiro
Ribeiro, o vino de Ribero, que significa "ribera del río" en gallego, es una de las cinco denominaciones de origen de vinos existentes en Galicia. La zona de producción está situada en la parte meridional de Galicia, en el borde noroccidental de la provincia de Orense, en las confluencias de los valles formados por los ríos Miño, Avia, Arnoya y Barbantiño. Los bordes montañosos aíslan esta comarca de la influencia marítima atlántica, lo que determina su menor pluviosidad. El clima es templado y húmedo, con temperaturas medias de 14,5 grados centígrados. Las tierras son mayoritariamente de origen granítico y, en general, ácidas. 
En 1925 tenía cerca de 6000 hectáreas de viñedos, noventa años después, en 2016, tenía una extensión total de 2646 hectáreas de viñedo están constituidas por los terrenos que se encuentran en los términos municipales y lugares siguientes: ayuntamientos de Ribadavia, Arnoya, Beade, Carballeda de Avia, Castrelo de Miño, Cenlle, Cortegada, Leiro y Pungín; las parroquias de Banga, Cabanelas y Varón, en el ayuntamiento de Carballino; las parroquias de Pazos de Arenteiro, Albarellos, Lajas, Cameija y Moldes en el ayuntamiento de Boborás; los lugares de Santa Cruz de Arrabaldo y Untes en el ayuntamiento de Orense, y del ayuntamiento de Toén los lugares de Puga, A Eirexa de Puga, O Olivar, el pueblo de Feá y Celeirón y la parroquia de Alongos; y el pueblo de A Touza del ayuntamiento de San Amaro.
Los vinos de esta denominación responden a una serie de combinaciones de exquisitos aromas afrutados y florales, que casi siempre resultan sorprendentes al elaborarse con variedades autóctonas tradicionales (Treixadura, Torrontés, Loureira, Caíño tinto, Brancellao, Sousón) y poseen una acusada personalidad que los convierte en incomparables. Los vinos blancos de Ribeiro son ligeros, frescos, secos, afrutados, de color pajizo pálido, elevada acidez fija y con una graduación alcohólica mínima de 11.º (Ribeiro Castes). Los vinos tintos de Ribeiro son de color rojizo morado y compensados de acidez, con una graduación alcohólica mínima de 11º (Ribeiro Castes). La graduación mínima de los vinos con barrica se fija en 12º.

## Historia
La historia del vino Ribeiro se remonta a la implantación del cultivo de la vid de forma intensiva en los primeros siglos del período imperial romano, siglo I d. C. Las plantas de origen mediterráneo introducidas por estos no encontraron en estas zonas las condiciones climáticas necesarias para un óptimo desarrollo, sufriendo a lo largo de la historia múltiples hibridaciones con vides locales, obteniéndose finalmente las actuales variedades autóctonas mejor adaptadas a las condiciones del entorno. Así, en el siglo III, en el Ribeiro ya se dispondría de un complejo varietal relativamente bien ajustado a sus condiciones eco climáticas. 
Posteriormente, las invasiones germánicas supusieron un fuerte retroceso en la historia de la viticultura en la comarca, aunque el cultivo de la vid no desapareció. Tras esta etapa, en la Alta Edad Media volvió a resurgir con fuerza el cultivo de la vid en El Ribeiro, constituyendo uno de los principales cultivos a las puertas del año mil. Durante esta etapa, los más importantes centros eclesiásticos gallegos asentaron en El Ribeiro granjas y prioratos para proveer de vino Ribeiro a las bodegas de sus sedes principales. Los monasterios fueron los grandes impulsores del viñedo, incentivando su plantación por medio de contratos forales. Lo mismo ocurre con importantes familias aristocráticas, grandes y medianos propietarios, que mostraron interés por adquirir viñedos en El Ribeiro en el siglo XI. 
El floreciente comercio y el aprecio por los vinos de El Ribeiro quedan reflejados en la aprobación de un decreto en el que figuran los precios de los víveres que se comercializaban en Santiago de Compostela en 1133. Entre ellos, se detalla el vino Ribeiro como el más caro de cuantos se vendían en la población. Unos siglos más tarde los ingleses se convertirían en los principales clientes para el producto fuera de la península. Para su comercialización, el vino se llevaba a caballo, en odres, hacia Orense, Santiago, Tuy o Pontevedra, centros de consumo pero también de redistribución, siendo el de Pontevedra el principal puerto para su transporte marítimo, seguido de los de Vigo, Bayona y La Coruña. Desde estos puertos, salía en dirección al Golfo de Vizcaya, llegando a Bretaña, Flandes y, principalmente, Inglaterra. Pero los Ribeiro aún fueron más lejos. Los vinos de la comarca también navegaron en los barcos que llevaron a los primeros colonos a América, siendo unos de los primeros degustados en el Nuevo Mundo. 
Ante el intenso flujo económico generado empieza a surgir el comercio fraudulento por lo que para garantizar la calidad y proteger el producto, ya en 1579 las ordenanzas municipales de Ribadavia especificaban zonas de cultivo (parroquias) y aspectos relacionados con la producción del vino y su comercialización, tratando de evitar la adulteración del mismo y la picaresca que pretendía hacer pasar por Ribeiro otros productos de cuestionable procedencia. Dichas ordenanzas son un precedente de los reglamentos de las actuales denominaciones de origen. La Organización Mundial de la Propiedad Intelectual las reconoce como los primeros indicios de protección de una indicación geográfica en el derecho español.[cita requerida]
Durante todo el siglo XVI y la primera mitad del XVII, El Ribeiro gozaba de un comercio floreciente, y fue una de las mayores riquezas de Galicia, hasta que las plagas de procedencia americana asolaron la comarca durante el siglo XIX. En 1853 llegó el oidium; la segunda plaga, en 1886, fue el mildium; y la tercera, desde 1890, fue la filoxera, lo que hizo necesario injertar las vides en pies americanos y propició la introducción de variedades foráneas, más resistentes y productivas en detrimento de la calidad y que aún ahora -aunque en recesión-persisten en la zona.
En 1932 la Denominación de Origen Ribeiro queda protegida con la publicación del Estatuto del Vino, que fue elevado a ley el 26 de mayo de 1933. Posteriormente se constituiría el Consejo Regulador mediante la orden del 6 de diciembre de 1956, siendo aprobado el primer Reglamento de El Ribeiro el 31 de julio de 1957. El segundo reglamento fue aprobado por la Orden de 2 de febrero de 1976, la cual fue modificada mediante la Orden del 19 de abril de 2004, publicada en el Diario Oficial de Galicia el 28 de abril de 2004. Dicha modificación se realizó para incluir como producto amparado el vino Tostado de El Ribeiro sobre la base de su histórica elaboración en esta denominación de origen y por tratarse de un vino naturalmente dulce que constituye una de las máximas expresiones de los grandes vinos de El Ribeiro. Actualmente la Denominación de Origen Ribeiro se rige por un tercer reglamento, del 31 de julio del 2009.
La denominación de origen protegida Ribeiro obtuvo su registro ante la Unión Europea el 13 de junio de 1986. También cuenta con registro ante la Organización Mundial de la Propiedad Intelectual desde 22 de junio de 2021.

## Zona geográfica
Un factor importante, determinante, para que se implantara desde hace tantos siglos y con tal intensidad el cultivo de la vid en la Denominación de Origen Ribeiro es el peculiar clima del entorno, que permite la obtención de uva para la producción de vino de alta calidad sin necesidad de sofisticadas tecnologías enológicas:
El clima de la D.O. Ribeiro es un factor clave para su vocación vitícola, determinando su agronomía, variedades de uva, tipos y características de sus vinos. La denominación de origen se localiza en el área establecida por Wagner como templada con cuatro estaciones bien diferenciadas y propicias para la producción de vinos de calidad. Entre estas líneas se da una moderación en las temperaturas, aridez y ciclo termolumínico urante el perio do de maduración de los racimos que dan lugar a vinos con graduaciones alcohólicas moderadas y equilibradas con la acidez, obteniéndose vinos con aromas intensos y personales. En cuanto al índice Winkler, que diferencia las zonas por la integral térmica eficaz, la D.O. Ribeiro se encuentra en su mayoría en la zona II, ascendiendo en las cotas u orientaciones menos soleadas domina la zona I y en las cotas más bajas e insoladas se acerca a la zona III, lo que nos indica que desde un punto de vista térmico se encuentra en un entorno muy apropiado para la producción de vinos de la más alta calidad. Para valorar la iluminación se considera el índice heliotérmico de Branas, que establece que el límite septentrional para un valor de I = 2,60, obteniéndose en la D.O. Ribeiro un valor medio de 3.9, lo que confirma la aptitud heliotérmica para la viticultura con la valoración conjunta de la iluminación y las temperaturas eficaces de la zona geográfica. Por otro lado, en cuanto a la viabilidad de la producción por su posible afección de enfermedades criptógamas, principalmente por mildiu (Plasmopara vitícola), se considera el Índice hidrotérmico de Branas, Bernon y Levadoux, que nos proporciona un valor medio en torno a los 3.500, muy por debajo del máximo de 5.200, lo que si bien indica la viabilidad productiva, también nos dice que la viticultura en la zona estará supeditada a un control constante sobre este tipo de enfermedades.
La D.O. Ribeiro se sitúa en la denominada zona de transición de Galicia y presenta un clima muy peculiar que, como ya se indicó anteriormente, es muy apropiado para la producción de vinos de calidad basados en la viticultura. Exactamente se sitúa donde empieza la zona de transición de manera que presenta un carácter mediterráneo suavizado en su justa medida por la influencia atlántica y viceversa. La influencia atlántica es debida a una escasa distancia al océano de 45 km hacia el oeste. De hecho, esta distancia debería de suponer un mayor carácter atlántico del entorno, pero la orografía de cadenas montañosas que limita por el oeste la denominación ejerce un importante efecto protector, generando así una viticultura en situación casi marginal, donde la planta tiene cierta dificultad para madurar el fruto, consiguiendo la necesaria maduración alcohólica de forma paralela a la maduración fenólica y conservando un equilibrado frescor propiciado por la acidez natural con un dominio del tartárico sobre el málico.
El carácter ligeramente continental, en conjunción con las corrientes de aire dominantes, provocan una importante diferencia térmica entre el día y la noche, lo que favorece la lenta maduración, consiguiendo de esta forma crear y respetar el componente aromático y frescor natural. La influencia marítima que penetra principalmente por la cuenca del río Miño, crea bandas de ecotonía climática sobre las laderas, generándose un mayor carácter atlántico según asciende en la cota lo que limita el cultivo aproximadamente a los 450 metros de altura para las variedades cultivadas en la denominación de origen. Otro factor también importante son los suelos y orografía que dominan el entorno de la Denominación de Origen Ribeiro, que en muchos casos además de ser propicios casi obligan al cultivo del viñedo debido a su agreste carácter.
Los suelos de la D.O. Ribeiro se caracterizan por estar englobados en tres tipos principales: la mayoría de ellos se desarrollan a partir de materiales graníticos y en menor proporción encontramos los que lo hacen a partir de materiales metamórficos y los desarrollados a partir de materiales sedimentarios. De entre los materiales graníticos encontramos las granodioritas y granitos tardíos, que ocupan toda la parte central de la denominación extendiéndose también hacia el sur; las granodioritas precoces que abundan por la parte oeste, y los granitos de dos micas que aparecen distribuidos por todas las zonas. En el caso de los materiales metamórficos tenemos que los micaesquistos aparecen en los sectores del oeste y norte, mientras que los esquistos verdes lo hacen en las zonas sur y este. Aunque con poca importancia en su proporción y concretamente en la explotación vitícola, también aparecen suelos derivados de materiales sedimentarios, que aparecen tradición de agricultura comercial en Galicia y en ellos la fertilización se practica de forma intensiva y desde hace mucho tiempo.
Además también hay que tener en cuenta que prácticamente todos los suelos de cultivo de la zona están abancalados para aumentar su espesor y disminuir la pendiente facilitando así su laboreo y el aprovechamiento de las laderas y consecuente insolación. Suelos con constantes labores agrícolas y técnicas para la construcción de bancales, lo que a su vez favoreció la aparición de particulares condiciones agroclimáticas, que han influido en sus propiedades y en su evolución. En general los suelos dedicados a la explotación vitícola se caracterizan por ser antrosoles cumúlicos asociados a cambisoles o regosoles dístricos, que se distribuyen por los tramos finales de los taludes y vertientes y los piedemontes que marcan la transición hacia las vegas. Por lo general son suelos abancalados, en los que se hacen patentes las transformaciones ocasionadas por el manejo agrícola que se refleja en la frecuencia con que aparecen los horizontes A móllicos (a veces ócricos), que puede descansar o no sobre un B cámbico más o menos desarrollado, que da paso a horizontes de un ciclo más antiguo.
Desde el punto de vista de sus propiedades y aptitud agronómica, por lo general, los suelos de cultivo disponen de una profundidad media efectiva que oscila entre 70 y 100 cm y que apenas presentan diferenciación de horizontes en el seno del perfil. Sus elevados contenidos en arena, sobre todo en el horizonte superficial, contrastan con el escaso contenido en arcilla (por debajo del 20%), por lo que predominarán las texturas franco-arenosas e incluso areno-francosas, salvo en los sectores en que aparecen desarrollados a partir de sedimentos aluviales, que suelen dar texturas francas, o rocas metamórficas de texturas más finas. Su carácter arenoso es un factor importante por minimizar la capacidad de campo ya que si bien la integral pluviométrica en la D.O. Ribeiro es relativamente alta, ésta se minimiza significativamente desde la floración hasta la maduración, lo que propicia cierto estrés hídrico que favorece significativamente la calidad final de la uva. Normalmente son suelos de reacción ácida, pobres en materia orgánica porque en ellos el viñedo suele sucederse a sí mismo desde hace muchas generaciones, muy desaturados, con un contenido en calcio que tiende a ser bajo.

## Consejo regulador
El actual presidente del consejo regulador es Juan Manuel Casares.
Las 107 bodegas del Ribeiro están organizadas en 35 Bodegas y 72 Colleiteiros.
| Evolución Histórica    | 2005 | 2007 | 2009 | 2011 | 2012 | 2017 |
| ---------------------- | ---- | ---- | ---- | ---- | ---- | ---- |
| Número de Viticultores | 5983 | 6022 | 6043 | 6053 | 2252 | 1725 |
| Hectáreas de Viñedo    | 2685 | 2731 | 2767 | 2804 | 2620 | 2646 |

Las uvas autóctonas de la denominación de origen Ribeiro son:
- Uva blanca: Treixadura, Torrontés, Godello, Loureira, Albariño, Lado y Caíño blanco.

- Uva tinta: Caíño tinto, Sousón, Ferrón, Mencía y Brancellao.

Están también autorizadas, pese a no ser autóctonas, las uvas: Garnacha tintorera, Tempranillo, Palomino y Albillo.
Dentro de la denominación de origen se produce el vino tostado, el cual solo puede ser elaborado con uvas autóctonas y tiene un grado alcohólico total natural mínimo de 20.6º y un contenido mínimo de azúcares totales de 120 g/l (expresado en glucosa más fructosa).
La producción de la denominación de origen Ribeiro se divide en un 93% de uva blanca y un 7% de uva tinta.